# Ruhropstand

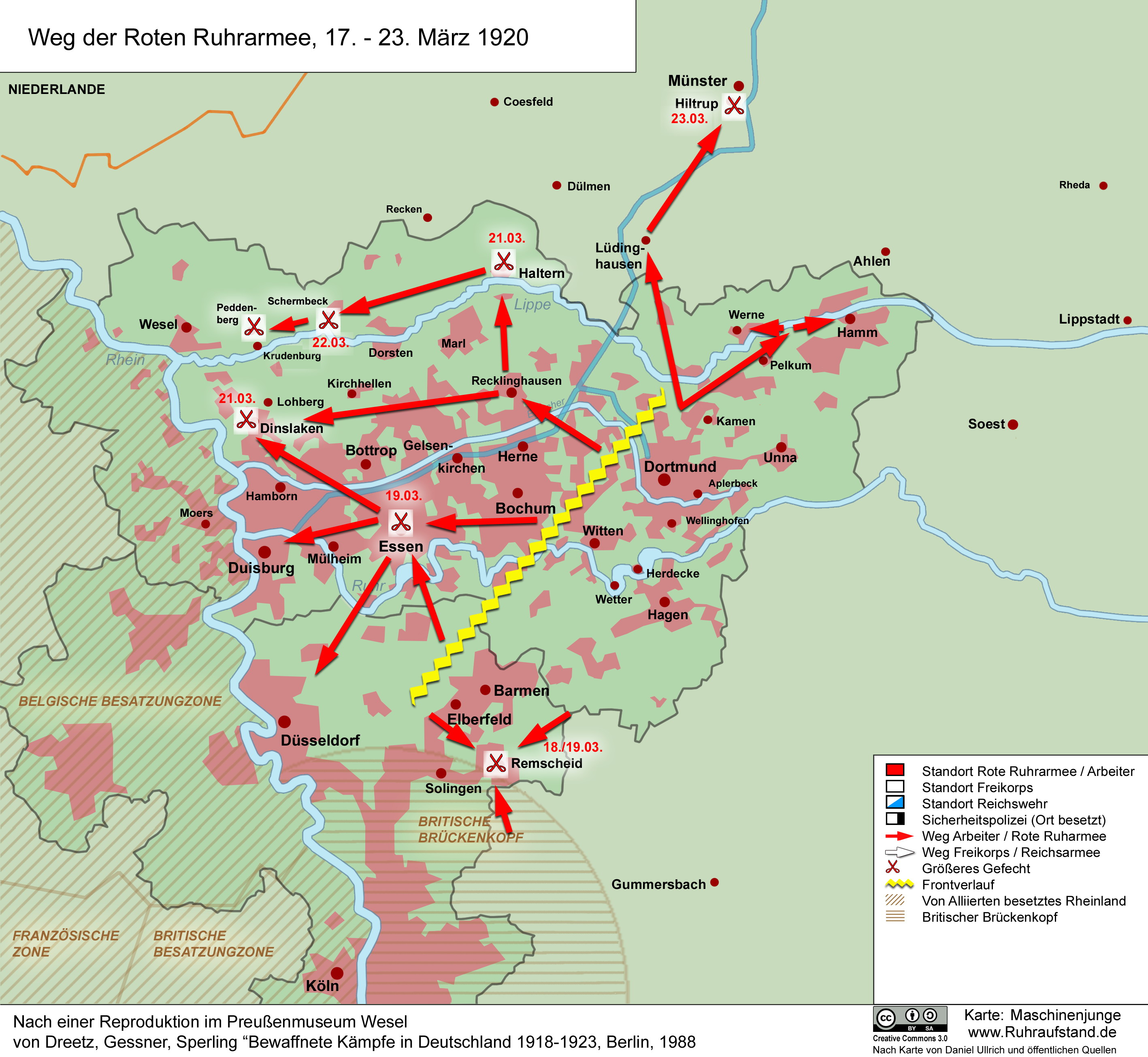
Kaartje eerste fase: het oprukken van de Rote Ruhrarmee

De Ruhropstand (Duits:Ruhraufstand) was een arbeidersopstand in het Ruhrgebied in de lente van 1920. De opstand was een escalatie van de staking die was afgekondigd tegen de Kapp-putsch, en werd uiteindelijk neergeslagen door het Duitse leger en vrijkorpsen. De arbeiders hadden zich georganiseerd in het Rode Ruhrleger (Rote Ruhrarmee). De Ruhropstand wordt ook wel aangeduid als Maartopstand (Märzaufstand), hoewel dit eerder betrekking heeft op meerdere linkse opstanden naar aanleiding van de Kapp-putsch. De Ruhropstand was echter van deze opstanden verreweg de omvangrijkste.

## Aanleiding
Op 13 maart 1920 trachtten vrijkorpsen de macht in Duitsland over te nemen. Daar het leger weigerde tegen de coupplegers op te treden reageerden de SPD, KPD en USPD met een algehele staking. Deze staking bleek zeer effectief en dwong de coupplegers uiteindelijk het veld te ruimen.
Binnen de linkse partijen waren de meningen verdeeld. De SPD, die zelf in de regering zat, wilde de staking steunen om het gezag van de regering te herstellen. De gematigden binnen de USPD en KPD wilden ook en vooral in de eerste plaats voorkomen dat een rechts-autoritaire regering aan de macht zou komen. Velen binnen de KPD en USPD wilden echter nog verder gaan en een radenrepubliek oprichten, waarbinnen eventueel ook andere partijen vertegenwoordigd zouden worden. En de radicale linkervleugel (KPD, KAPD) wilde vanuit de staking een proletarische dictatuur creëren, waarin slechts 1 partij in de raden vertegenwoordigd zou zijn. Hoe het ook zij: aan de staking werd algemeen gehoor gegeven en in heel Duitsland braken bovendien linkse opstanden uit.
In het Ruhrgebied werd dezelfde dag nog door SPD, KPD en USPD overlegd. Een gezamenlijke oproep tot staking aan alle arbeiders volgde, maar dit ging de USPD en KPD niet ver genoeg. Dezelfde dag nog werd het Rode Ruhrleger opgericht, en namen arbeidersraden de macht over in verschillende steden in het Ruhrgebied, waarin met name de KPD en USPD vertegenwoordigd waren. Ook de KAPD (communistische arbeiderspartij) en de anarcho-socialistische FAUD (vrije arbeiders unie van Duitsland) waren betrokken bij de opstand. Naast het Ruhrgebied kwamen ook Saksische en Thüringse arbeiders in opstand.
De samenstelling van de arbeidersraden was heterogeen en wisselde voortdurend. Hoewel de opstand in het USPD-gedomineerde oosten van het Ruhrgebied was begonnen, kon deze in het door vakbonden gedomineerde westen op veel bredere steun rekenen. In de bezette steden werd de politie ontwapend en namen arbeidersmilities hun taak over, terwijl rechtse kopstukken en fabrieksbazen gevangen werden gezet.

## Schermutselingen
Op 17 maart vond de eerste schermutseling plaats. Bij het plaatsje Wetter raakten eenheden van het Rode Ruhrleger slaags met de voorhoede van het Freikorps Lichtschlag, dat bekendstond als aanhangers van de Kapp-putsch. Het Freikorps werd verslagen, en zeshonderd freikorpsleden werden gevangengenomen. Het Rode Ruhrleger marcheerde op naar Dortmund en bezette ook deze stad. Op 20 maart werden ook in Essen en Hagen arbeidersraden geïnstalleerd die de macht overnamen. Het Rode Ruhrleger opereerde meestal in kleine groepjes die zich per fiets voortbewogen en hierdoor relatief snel konden opereren.

## Mislukken van bemiddeling
De regering trachtte met de arbeiders te onderhandelen in de stad Bielefeld, om zo een vreedzame oplossing te vinden. Als de opstand vreedzaam beëindigd zou worden, dan zou het Ruhrgebied niet militair bezet worden en zouden leiders niet vervolgd worden. Regionaal bevelhebber Oskar von Watter bracht deze eis echter op een dusdanige wijze over, dat de opstandelingen dit als een ultimatum zagen en bemiddeling afwezen.

## Escalatie en neerslaan van de opstand
De opstandelingen reageerden met een nieuwe oproep tot staking. Het Rode Ruhrleger zwol snel aan tot 50.000 man terwijl ongeveer 300.000 arbeiders in meerdere of mindere mate met de opstand meewerkten of symphatiseerden. Düsseldorf en Elberfeld werden bezet waardoor het hele Ruhrgebied effectief was veroverd. Men probeerde ook Wesel te veroveren, maar dit mislukte.
De regering vond het nu welletjes en op 2 april zette de regering het leger in. Münster werd het hoofdkwartier van Oskar von Watter. Reichswehreenheden trokken met politie en vrijkorpsen het Ruhrgebied binnen. Saillant detail was dat binnen deze vrijkorpsen zich ook sympathisanten van de opstand bevonden. Sommige eenheden hadden de opstandelingen zelfs geholpen, zoals eenheden van Marine-Brigade von Loewenfeld. Tegen deze overmacht was het Rode Ruhrleger niet opgewassen en de dag erna (3 april) was de opstand al grotendeels de kop in gedrukt. De KPD en USPD riepen de arbeiders nu op de wapens neer te leggen, maar de radicalere KAPD hield tot het laatst toe vast aan gewapend verzet. Na de Ruhropstand was de breuk tussen KPD en KAPD definitief.
Het leger trad zeer hardvochtig op tegen de opstandelingen. Zo werden hele menigten beschoten en werd iedereen die met een wapen werd betrapt zonder pardon doodgeschoten, ook als men gewond was. De veiligheidspolitie zou zelfs bommenwerpers tegen de eigen burgerbevolking hebben ingezet, terwijl een luchtmacht volgens het Verdrag van Versailles verboden was. Op 3 april verbood president Ebert standgerechten en op 12 april verbood generaal Von Watter 'wederrechtelijk gedrag' door soldaten. De troepen hielden halt aan de Ruhr toen de Britten dreigden met bezetting van het Bergisches Land wegens schending van het Verdrag van Versailles. Tegen die tijd was de Ruhropstand effectief de kop ingedrukt.

## Frans-Belgische operatie
Toen het Duitse leger in april 1920 zonder Franse toestemming de gedemilitariseerde gebieden binnentrok om de Ruhropstand te onderdrukken, reageerde Frankrijk op 6 april 1920 met de bezetting van Frankfurt am Main, Duisburg, Darmstadt en Hanau. Om niet geïsoleerd te staan, drong het land aan op Belgische deelname. Een goede week later stuurde de regering-Delacroix II daarop een bataljon naar Frankfurt. Na het volbrengen van de ordehandhaving verliet het Duitse leger de verboden zone en half mei trokken ook de Franse en Belgische troepen zich terug.

## Voetnoten
1. ↑  Rik Coolsaet, België en zijn buitenlandse politiek, 1830-2000, 2001, p. 238